# Siglufjörður
Siglufjörður ([ˈsɪklʏˌfjœrðʏr̥]ⓘ tr. „fiordo de mástil de barco“) es una pequeña localidad pesquera situada en un estrecho fiordo del mismo nombre. Pertenece al municipio de Fjallabyggð situado en la región de Norðurland Eystra en la costa norte de Islandia.

## Historia
La ciudad creció alrededor de la industria de la pesca de la Clupea en gran florecimiento en las décadas de 1940 y 1950.  
La primera Caja de Ahorros de Islandia fue fundada en Siglufjörður en 1873, y los derechos y privilegios de una ciudad (kaupstaðurréttindi) fueron otorgados el 22 de octubre de 1918. Después de 1970 el arenque desapareció casi por completo. Muchos habitantes de Siglufjörður perdieron sus puestos de trabajo y se trasladaron a otras ciudades de Islandia. Siglufjörður se convirtió en un centro turístico en el norte de Islandia, especialmente de deportes de invierno.
En junio de 2006 los municipios de Siglufjörður y Ólafsfjörður se fusionaron para formar el de Fjallabyggð. 

## Demografía
| Gráfica de evolución de Siglufjörður entre 1901 y 2019 |
|                                                        |
| Fuente: Íslensk Samtíð.                                |

## Cultura

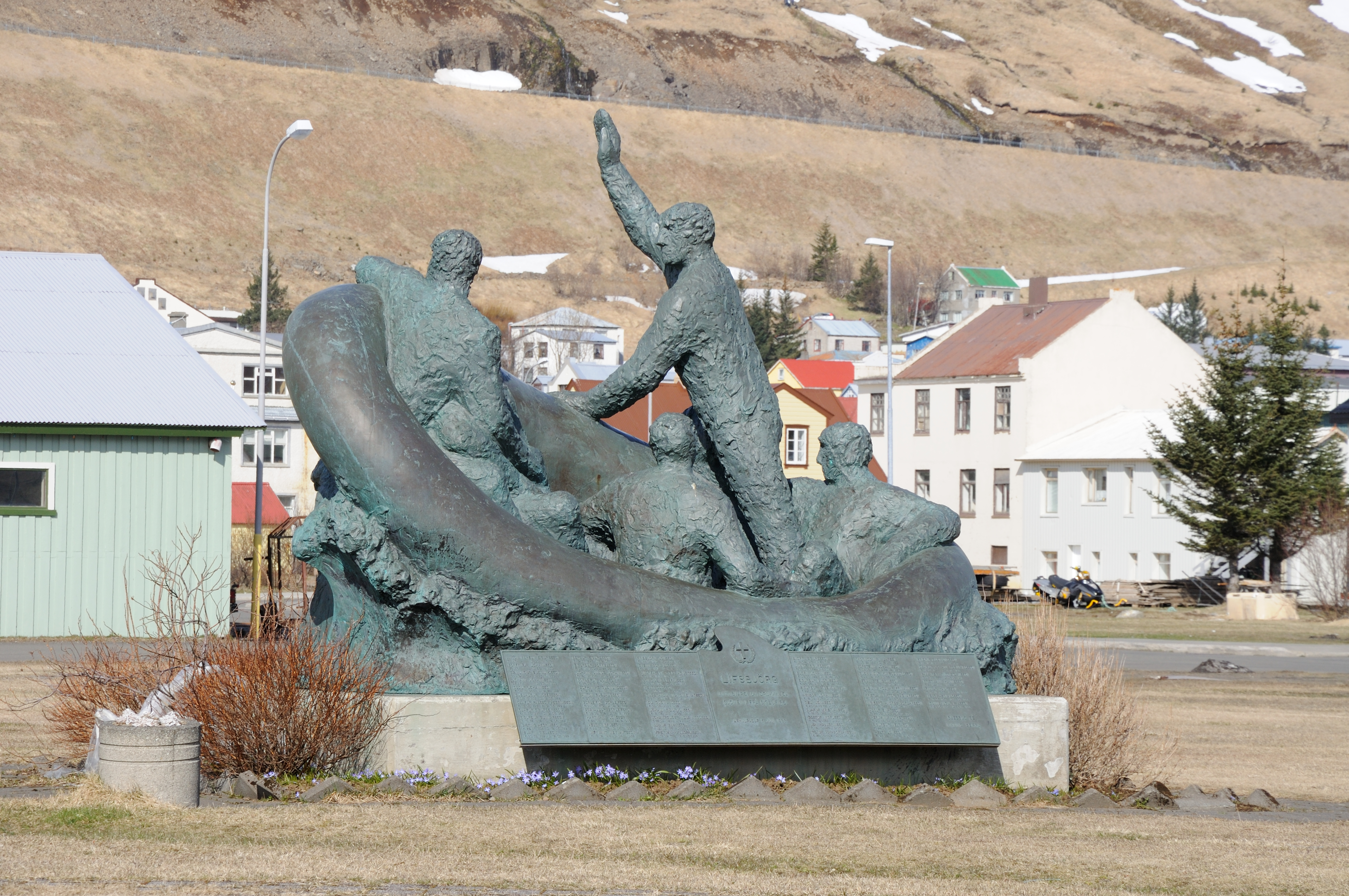
Monumento Lífsbjórg

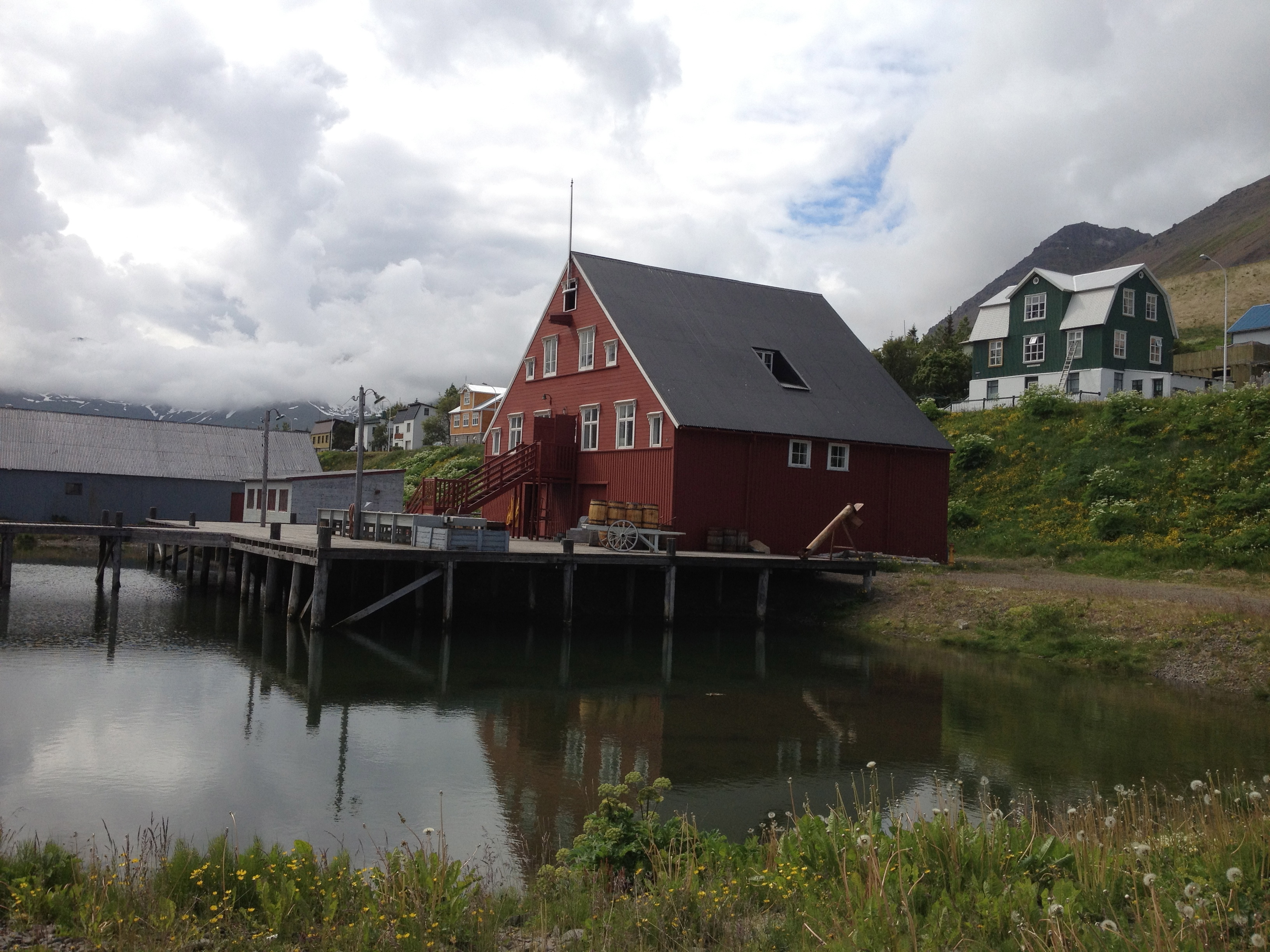
Museo del Arenque

Cada año en julio se celebra el festival Þjóðlagahátíðin á Siglufirði [ˈθjouðˌlaːɣaˌhauːˌtʰiːðɪn au ˈsɪklʏˌfɪrðɪ] en Siglufjörður. Una gran fiesta de canciones folklóricas que se basa en las actividades del sacerdote y compositor Bjarni Þorsteinsson (1861–1938) quien coleccionó muchas canciones tradicionales de la región. Entre 1906 y 1909 las publicó para que la gente no las olvidara. La casa más antigua de la ciudad construida en 1884 abriga un museo que se dedica a la vida y las actividades de Þorsteinsson. En el museo que cuenta con una exhibición de antiguos instrumentos de música se puede escuchar muchas canciones también.
Otra fiesta que se celebra en Siglufjörður es la Fiesta del Arenque (Síldarævintýrið) que tiene lugar cada año en agosto. La casa histórica Roaldsbakki construida en 1907 abriga el Museo del Arenque (Síldarminjasafn).
Siglufjarðarkirkja es una iglesia protestante relativamente grande inaugurada en 1932 con capacidad para 400 personas. La nave mide 35 m de largo y 12 m de ancho. El campanario mide 30 metros de alto y cuenta con dos grandes relojes donados por la Caja de Ahorros de Siglufjörður en 1932. En el interior de la iglesia hay un retablo de 1726 que demuestra la Última Cena del Señor. Las ventanas coloreadas fueron creadas en 1974 por una artista alemana, Maria Katzgrau. El monumento notable Síldveiði (Pesca del Arenque) que fue creado por Ragnar Kjartansson, un artista islandés, se ubica delante de la iglesia. Otro monumento interesante es Lífsbjórg cerca del puerto. Fue creado en 1988 y se dedica a 62 marineros de Siglufjörður que murieron en el mar entre 1900 y 1988.
Uno de los edificios más antiguos de la ciudad es la casa Sæbyhús construida en 1888 que mide 10,22 m de largo y 3,88 m de ancho. En 1915 fue ampliada por la construcción de una guardilla.
Otra casa histórica de madera es el Norska sjómannaheimilið construido en 1915 con madera arreglada en Haugesund en Noruega. Se trata de un edificio residencial para marineros noruegos que trabajaban en Siglufjörður en esa época. En el edificio que mide 16,7 m de largo y 9,13 m de ancho había también un consultorio médico y varias habitaciones para tratar marineros enfermos o heridos. Hoy día el edificio que fue renovado entre 1985-1986 abriga el conservatorio de la ciudad.

## Comunicaciones
Siglufjörður estaba conectado con un camino por primera vez en 1940, ahora los senderos para carretas de Siglufjarðarskarð se han mejorado para permitir que los coches puedan pasar. Antes, los barcos, hidroaviones, caballos y caminos a pie hacían posible el transporte. La antigua carretera a Siglufjörður está abierta durante el verano. El camino ha sido y sigue siendo la montaña más alta con una carretera en Islandia, y se utiliza hoy en día tanto para el senderismo y la equitación. Entre 2006 y 2010 fue construido un sistema de dos túneles entre Ólafsfjörður y Siglufjörður. Estos túneles se llaman Héðinsfjarðargöng y tienen una longitud total de 11 km (6.8 millas). Siglufjörður ya estaba conectada por el Túnel Strákar de 800 m al oeste que con frecuencia se cierra durante el invierno a causa de la nieve o el peligro de avalanchas.
El proyecto del túnel Héðinsfjarðargöng es polémico debido a su alto costo y el hecho de que se beneficia principalmente a unos pocos miles de personas en las aldeas que se han ido reduciendo rápidamente en los últimos diez años, hay muchos que no están convencidos de que los túneles cumplan con el objetivo propuesto. La controversia también implica una aparentemente más fácil acceso a los fondos públicos para proyectos en las partes más remotas de Islandia que en la zona de Reikiavik, muchos afirman que esto es causado por la representación excesiva en el Alþingi. Otra fuente de controversia en el medioambiente son razones porque el proyecto requiere un túnel de carretera que se construirá a través del fiordo Héðinsfjörður que está deshabitado y apenas se ha desarrollado. 

## Actualidad
Hoy en día la ciudad sigue siendo dependiente de la pesca de la Clupea, aunque las industrias han desaparecido. El Gobierno de Islandia está tratando de revertir la disminución de población en la zona mediante la mejora de transporte terrestre y mediante la promoción del turismo. La ciudad goza de una gran población de los antiguos habitantes. Estas personas se habían mudado a otros lugares de Islandia, debido a la falta de trabajo en el área o en búsqueda de la educación superior. Estas personas están regresando a la ciudad y la decisión de gastar una gran parte de sus vacaciones en la zona. Mucha gente también compra casas antiguas para renovarlas. El clima de la ciudad es muy suave, y la temperatura es alta durante el verano.  

## Infraestructura turística
Siglufjörður cuenta con dos remontes de esquí y de un trampolín de esquí. Hay dos hoteles, un terreno de camping, varios restaurantes, una piscina pública y un campo de golf.

## Galería

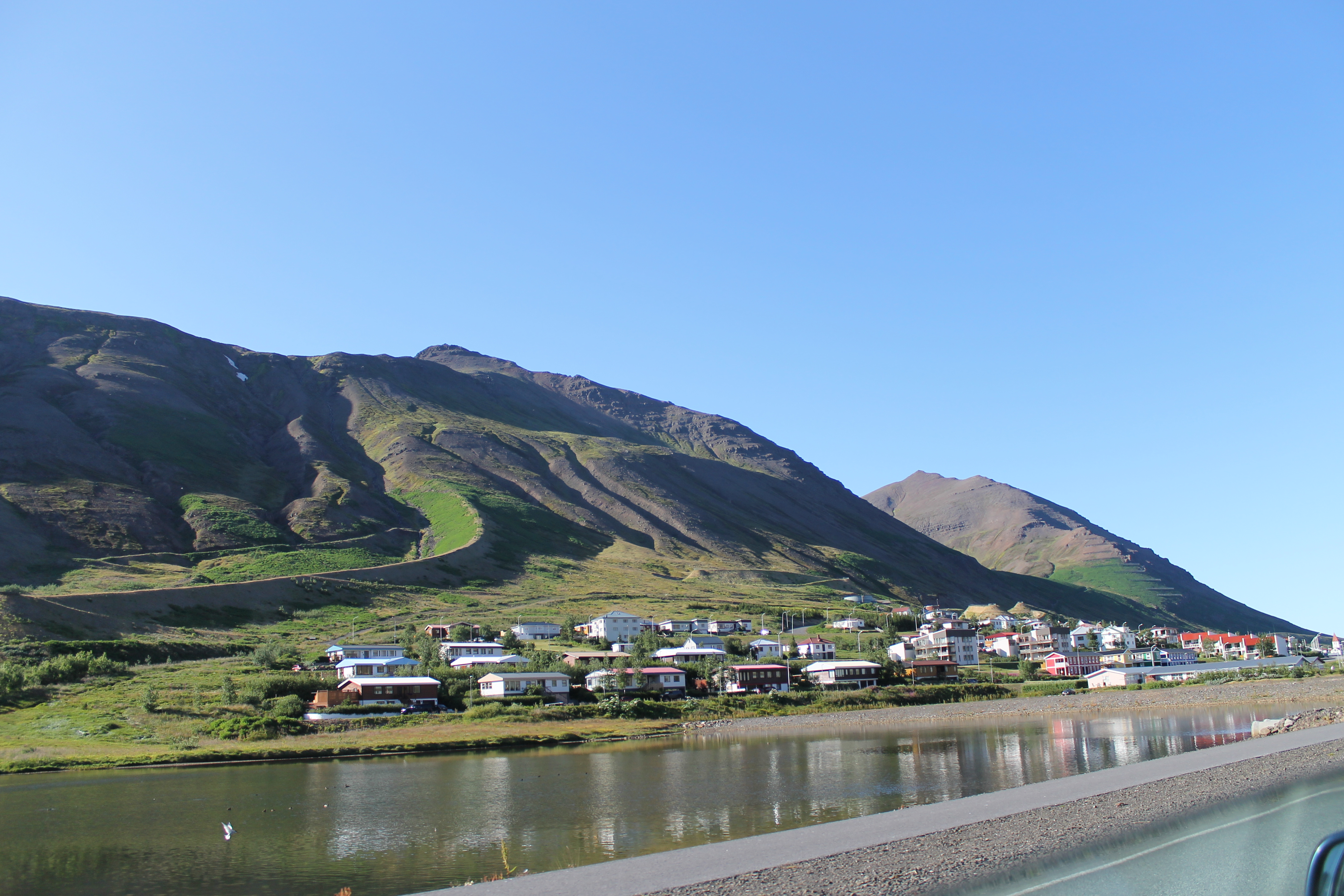
Siglufjörður
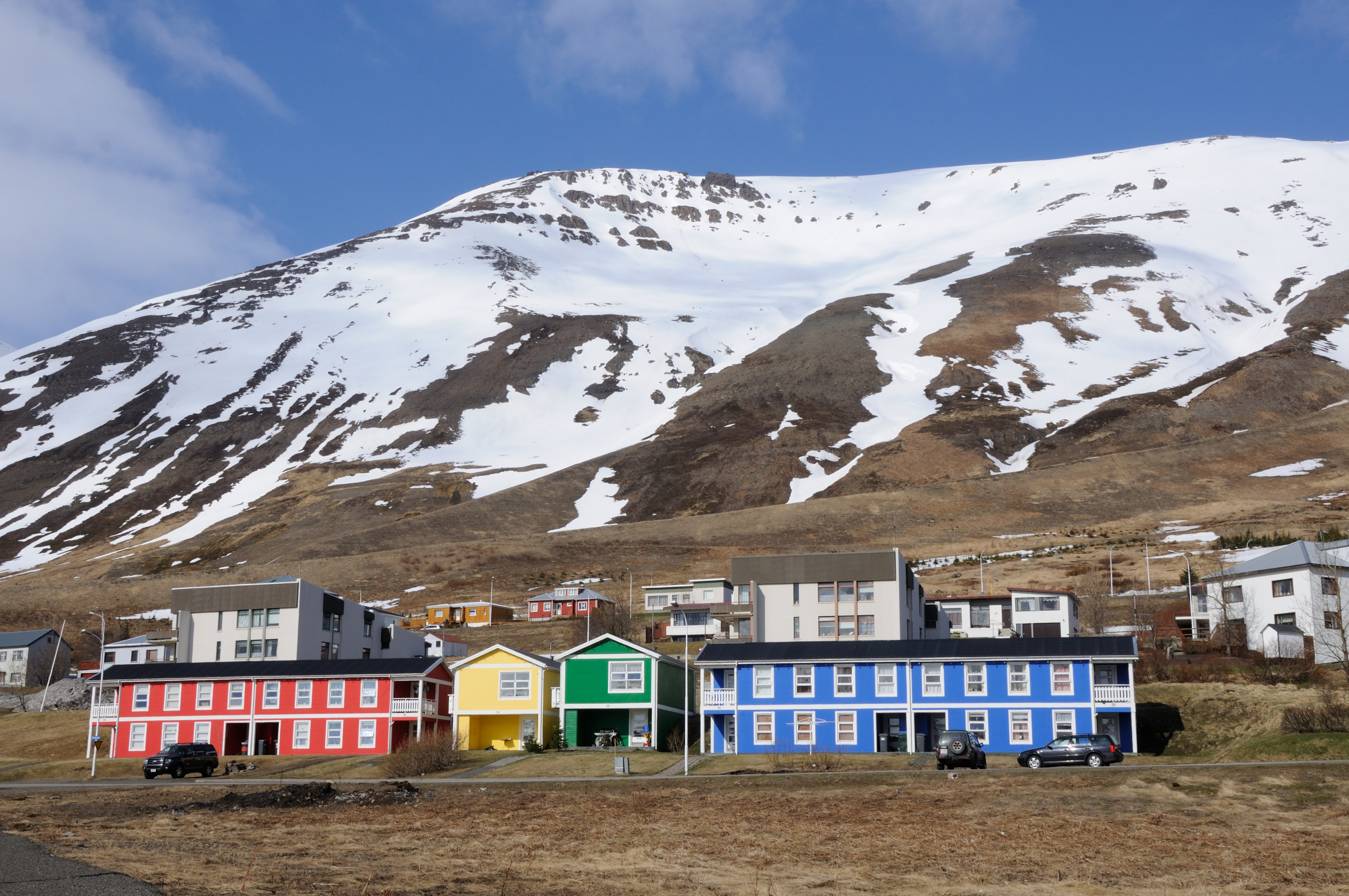
Viviendas típicas de Siglufjörður
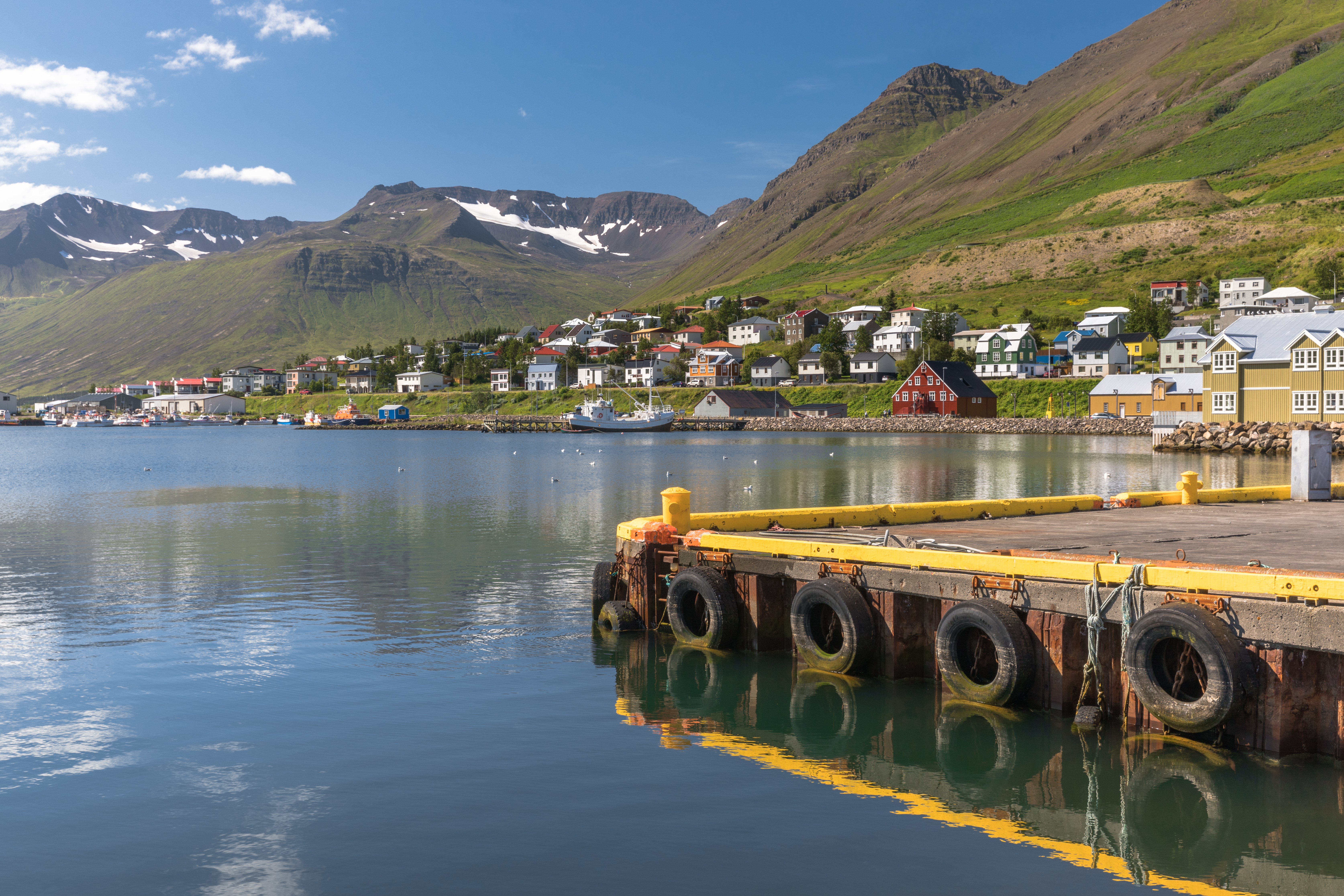
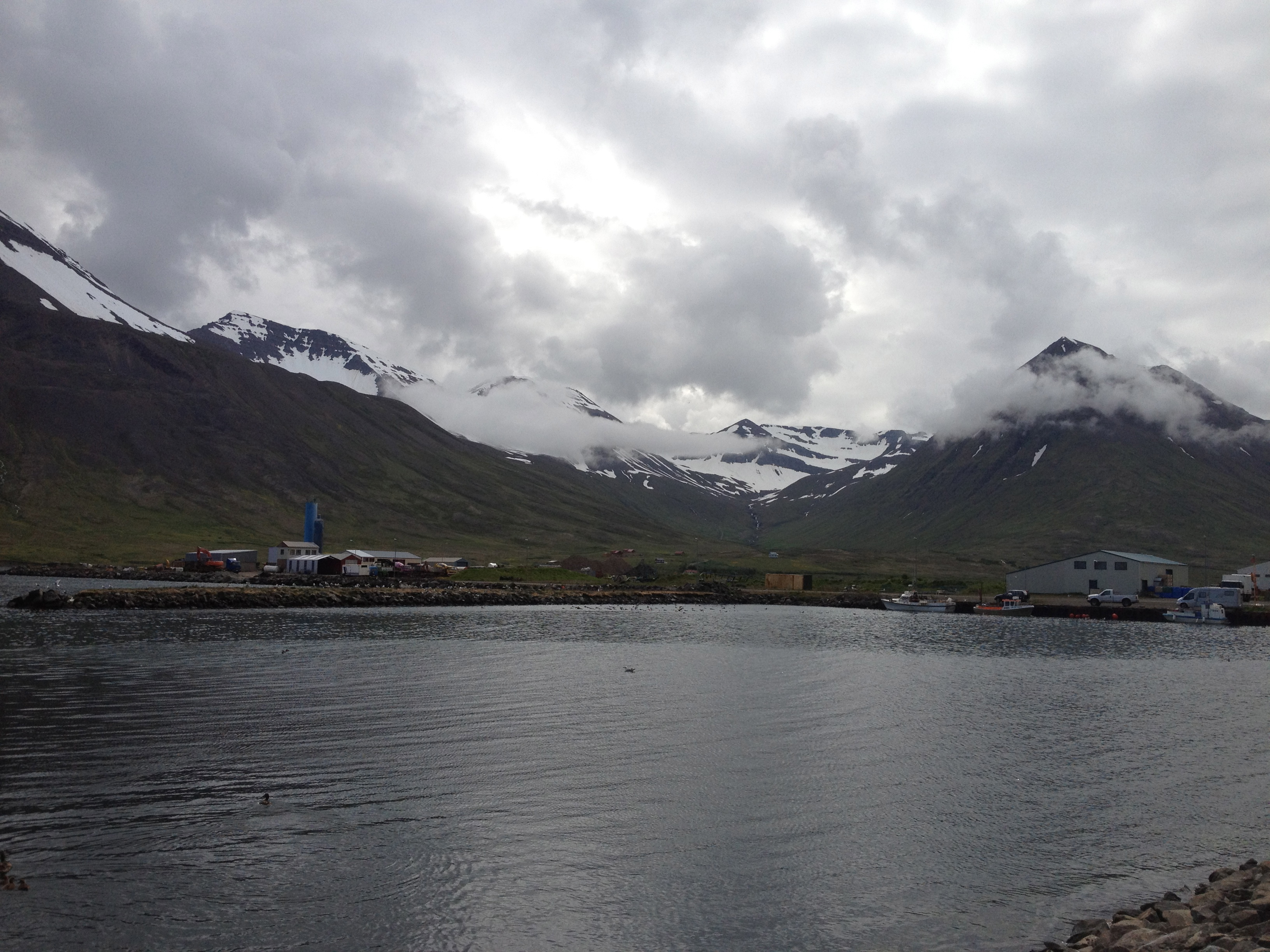